# Wilhelm Theodor Jungclaussen
Wilhelm Theodor Jungclaussen (* 15. April 1820 in Glückstadt; † 23. Oktober 1903 in Neumühlen-Dietrichsdorf bei Kiel) war ein deutscher Gymnasiallehrer und Konrektor.

## Leben
Theodor Jungclaussen war ein Sohn des Gymnasiallehrers und Schulleiters Jacob Philipp Albrecht Jungclaussen, Bruder des Pastors in Rieseby und Karby, Hermann Julius Jungclaussen (1818–1896), sowie der Onkel des Hamburger Apothekers Caesar Albrecht Jungclaussen.
Wilhelm Theodor Jungclaussen besuchte die Gelehrtenschulen (heute: altsprachliche Gymnasien) in Glückstadt und an der Domschule Schleswig, wo sein Vater Rektor war. Er studierte Philologie an der Universität Kiel, wo er ordentliches Mitglied des philologischen Seminars war. Jungclaussen unterzog sich in Kiel der Prüfung zum Lehramt an Gelehrtenschulen und wurde 1847 Lehrer an der Gelehrtenschule in Kiel (als Altphilologe). An der Meldorfer Gelehrtenschule wurde er 1854 Subrektor und 1861 Konrektor. Ab 1867 wechselte er an das Flensburger Gymnasium als Gymnasial-Professor und als Konrektor, bis er 1883 in den Ruhestand ging.
Theodor Jungclaussen gab als Familienforscher die „Stammtafeln der Familie Jungclaussen 1700-1879“ heraus.
W.T. Jungclaussen war verheiratet mit Amalia geb. Heesch (1825–1895), Tochter des Kapitäns J.F. Heesch in Kiel. Ihre Töchter Emma (1859–1885) und Magdalena (1852–1930) heirateten den Ingenieur und Unternehmer Hermann Howaldt (1852–1900) in Kiel.

## Schriften
Jungclaussen veröffentlichte einige Aufsätze in Schulprogrammen:
- Quaestio syntactica de Tacitei sermonis proprietate in usurpandis verbi temporibus modis participiis, Kiel 1848
- Leitfaden der Geographie, Kiel 1853
- Zur Chronologie der Gedichte des Quintus Valerius Catullus, Itzehoe 1857[6]
- Die Revision unserer Gelehrtenschulen seit der Verbindung mit Preußen. Rede zur Feier des Geburtstages Sr. Majestät des Königs, Flensburg 1868
- Gedächtnisrede auf den Direktor Dr. Otto Siefert (gest. 12. Juli 1874), Flensburg 1875